# Шунь Марія Іванівна
Марі́я Іва́нівна Шу́нь (нар. 1962, м. Городок (Львівська область)) — українська письменниця, член Національної спілки письменників України (1993).

## Біографія
Народилася 22 січня 1962 року в м. Городок (Львівська область). Закінчила факультет іноземних мов Львівського державного університету ім. І. Франка (1986). З 1980 року працювала екскурсоводом у Львівському національному музеї, на розкопках Тустаньської давньоруської фортеці в Уричі, що на Львівщині (1983). З 1986 року працювала у Львівському інституті народознавства АН України.
З 1995 року живе у Нью-Йорку (США). Працює реабілітологом в медичному закладі.

## Літературна діяльність
Поетеса, прозаїк, публіцист.

Авторка поетичних книг: «Ми, котрі є» (1990), «Поміж» (1993) — ще в Україні, «Верлібріарій» (2006), «Борохно і порохно» (2006), «Водокач» (2007), «БІЯС» (2008), «ООН» (2009) — вже в США.
Є публікації у колективних збірниках. Співупорядниця літературно-художнього альманаху «Літпошта» (2009), упорядниця антологій «ЛяЛяК», «Аз, два, три… дванадцять — лист у пляшці» (обидві — 2010), збірки «ЛеоПолтвіс — LeoPoltvis» (2011), «СТЕП-STEP», «Пять Америк», «Ломикамінь» (усі — 2018).